# 拉图尔
拉图尔（法語：La Tour，法語發音：[la tuʁ]）是法国上萨瓦省的一个市镇，属于博讷维尔区。

## 地理
拉图尔（46°7'58"N, 6°25'50"E）面积7.73 平方千米，位于法国奥弗涅-罗讷-阿尔卑斯大区上萨瓦省，该省份为法国东部省份，历史上为薩伏依的一部分，北与瑞士接壤，西接安省，南至萨瓦省，东与瑞士和意大利接壤。
与拉图尔接壤的市镇（或旧市镇、城区）包括：佩约内、圣让德托洛姆、圣茹瓦尔、萨拉城、维于昂萨拉。

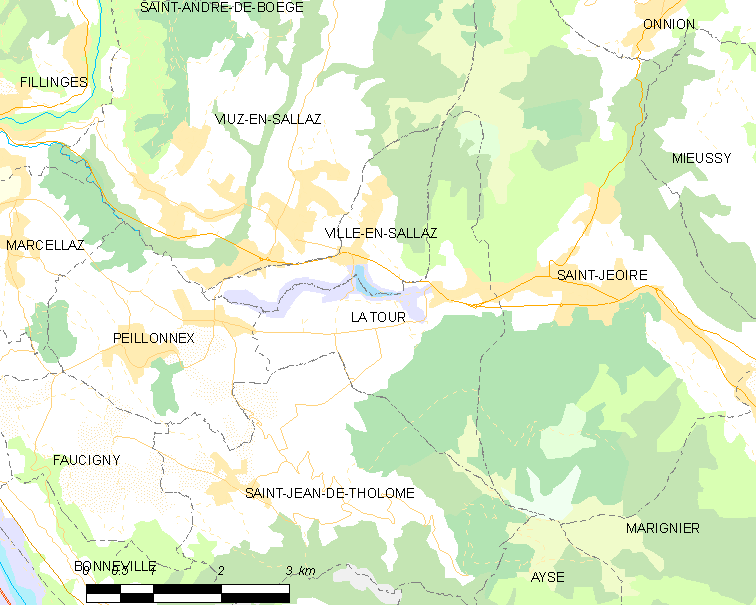
拉图尔的OSM定位图

拉图尔的时区为UTC+01:00、UTC+02:00（夏令时）。

## 行政
拉图尔的邮政编码为74250，INSEE市镇编码为74284。

## 政治
拉图尔所属的省级选区为博讷维尔县。

## 人口

1962-2008年间拉图尔人口变化图示

拉图尔于2022年1月1日时的人口数量为1353人。